# NASCAR Truck Series
A CRAFTSMAN Truck Series é uma divisão da NASCAR que utiliza caminhonetes, sendo atualmente o terceiro nível de divisão da categoria atrás da NASCAR Cup Series e da NASCAR Xfinity Series.

## História

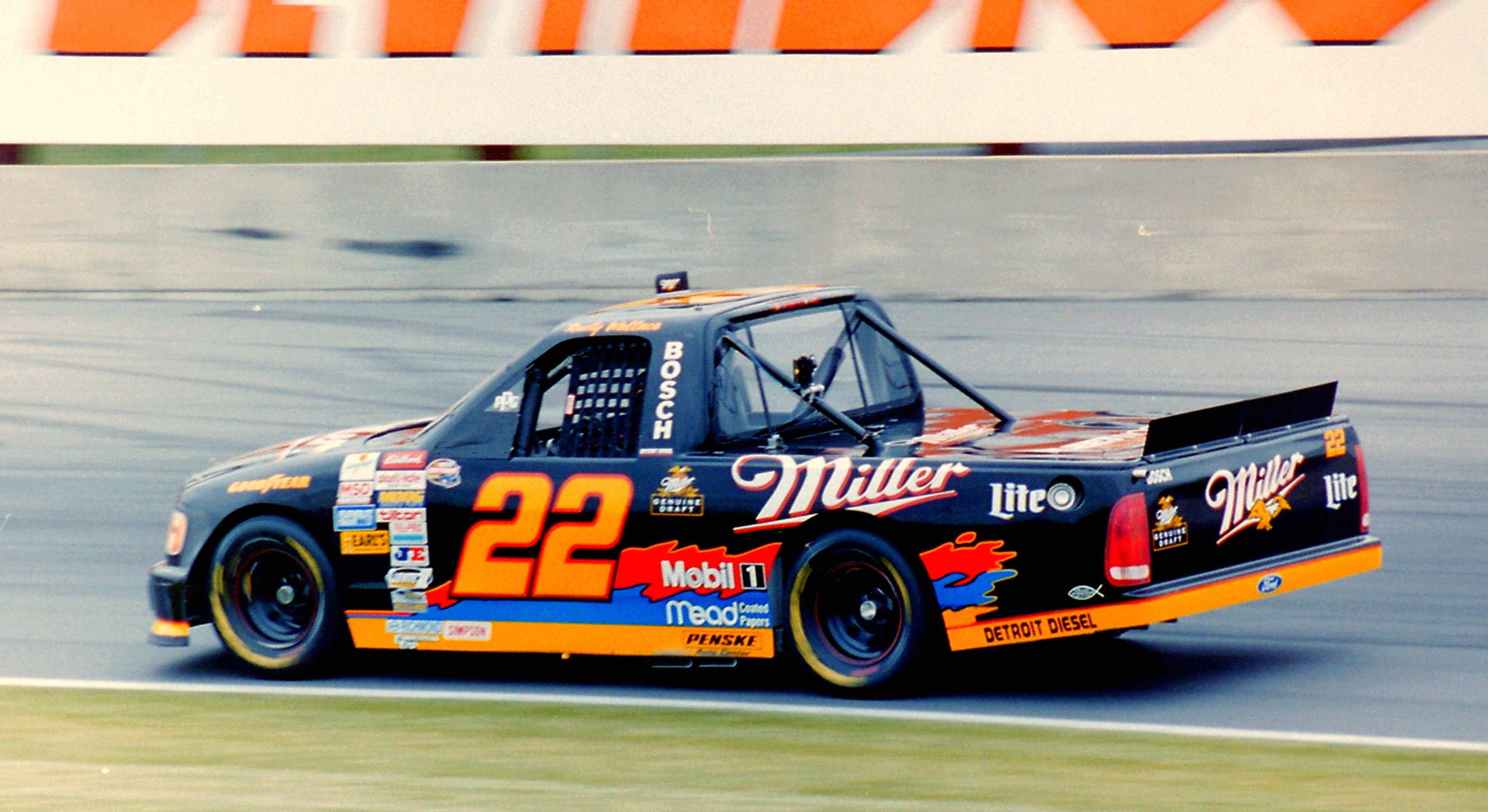
Carro de Rusty Wallace em 1996.

A Camping World Truck Series foi oficialmente criada em 1995 mas no ano anterior já houve várias corridas de exibições realizadas durante os eventos das outras divisões.
Chamado originalmente de SuperTruck Series, trocando seu nome para Craftsman Truck Series em 1996, e modificando-o para o atual desde 2009, foi criada com um diferencial em relação à NASCAR Cup Series e a Xfinity Series nos carro que são modelos de pick-ups e em algumas regras.
Muitas regras foram utilizadas até hoje visando um custo baixo para a categoria. Inicialmente os pit-stops não eram feitos durante a prova mas sim durante um período de 10 minutos que a prova ficava interrompida. Essa regra foi também implementada por haver vários circuitos que não possuiam uma grande área de pits.
Em 1996 os pit-stops eram limitados a 2 ou 3 dependendo da pista, no ano seguinte a troca de pneus foi banida, sendo permitido apenas o reabastecimento, porém nos anos seguintes foram sendo permitidos as trocas de 2 pneus e depois de 4 pneus.
Atualmente são apenas limitados o número de conjuntos de pneus utilizados por etapa.

### Truck Series Hoje
A NGOTS utiliza vários circuitos nos Estados Unidos que são utilizados por outras competições como a IRL e também pelas outras divisões. As provas possuem uma duração menor da Sprint e da Nationwide com cerca de 150 e 250 milhas de extensão.
Muitos pilotos e equipes das outras divisões correm ou já correram pela categoria de caminhões, inclusive sendo campeões, inclusive categoria onde corre um brasileiro: Miguel Paludo, além de Nelson Piquet Jr..

## Pontuação

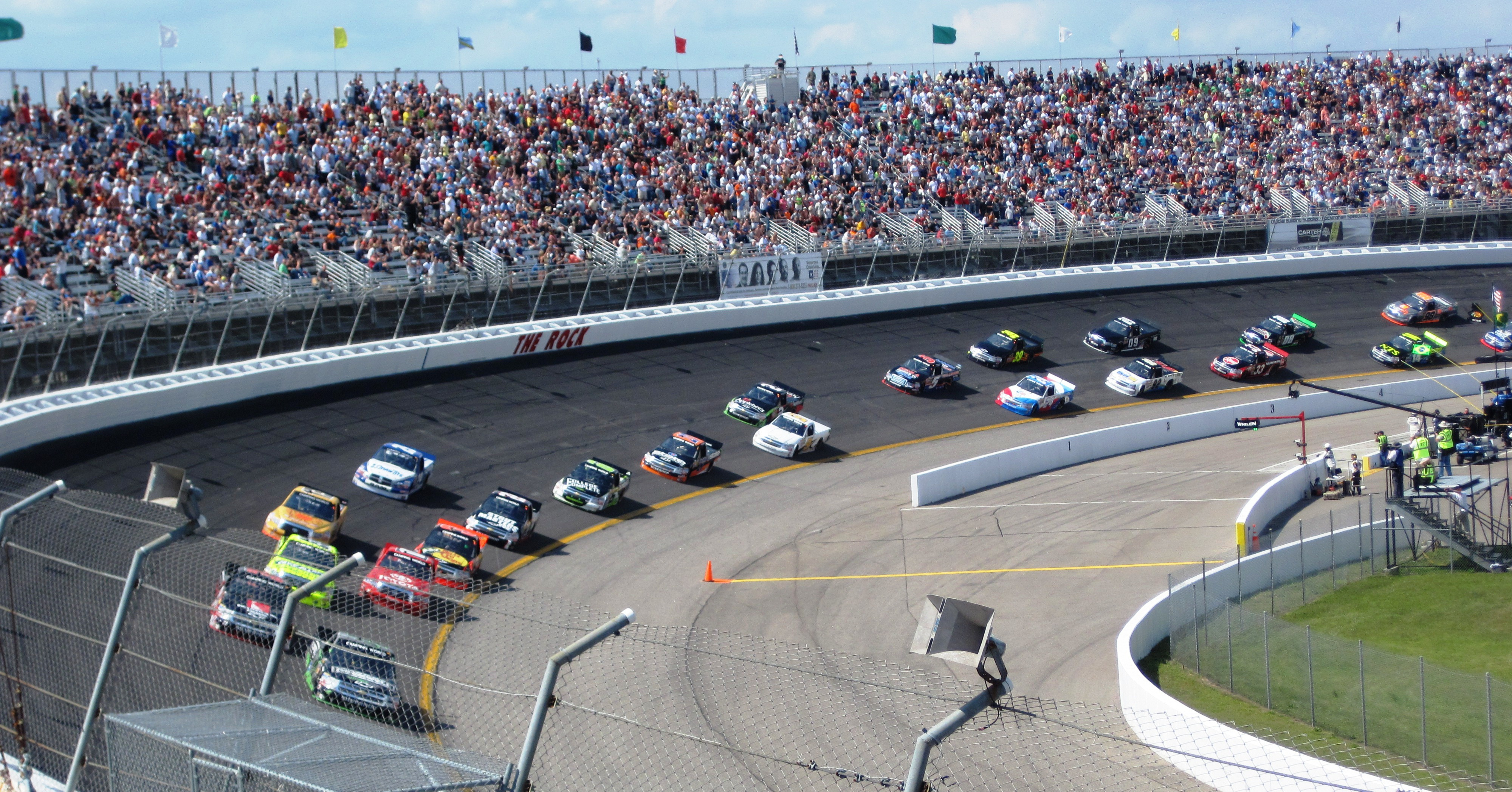
Corrida da NASCAR Truck Series

Pontos dados para o Top 10 nos dois primeiros segmentos de cada corrida:  (veja tabela abaixo).
| Posição   | 1  | 2 | 3 | 4 | 5 | 6 | 7 | 8 | 9 | 10 | S1VEN | S2VEN |
| --------- | -- | - | - | - | - | - | - | - | - | -- | ----- | ----- |
| Resultado | 10 | 9 | 8 | 7 | 6 | 5 | 4 | 3 | 2 | 1  | 1     | 1     |

- S1VEN = Vencedor do 1º segmento, que ganha 1 ponto nos Playoffs
- S2VEN = Vencedor do 2º segmento, que ganha 1 ponto nos Playoffs

Pontos dados ao final do 3º e último segmento de cada corrida:  (veja tabela abaixo).
| Posição   | 1  | 2  | 3  | 4  | 5  | 6  | 7  | 8  | 9  | 10 | 11 | 12 | 13 | 14 | 15 | 16 | 17 | 18 | 19 | 20 | 21 | 22 | 23 | 24 | 25 | 26 | 27 | 28 | 29 | 30 | 31 | 32 | 33 | 34 | 35 | 36 | S3VEN |
| --------- | -- | -- | -- | -- | -- | -- | -- | -- | -- | -- | -- | -- | -- | -- | -- | -- | -- | -- | -- | -- | -- | -- | -- | -- | -- | -- | -- | -- | -- | -- | -- | -- | -- | -- | -- | -- | ----- |
| Resultado | 40 | 35 | 34 | 33 | 32 | 31 | 30 | 29 | 28 | 27 | 26 | 25 | 24 | 23 | 22 | 21 | 20 | 19 | 18 | 17 | 16 | 15 | 14 | 13 | 12 | 11 | 10 | 9  | 8  | 7  | 6  | 5  | 4  | 3  | 2  | 1  | 5     |

- S3VEN = Vencedor do 3º segmento, que ganha 5 pontos nos Playoffs

São dados como bônus, 1 ponto nos Playoffs para o vencedor da cada segmento e 5 pontos nos Playoffs para o vencedor da corrida.
Portanto o maior número de pontos que um competidor pode receber em uma mesma corrida é 60 pontos e 7 pontos nos Playoffs.
A pontuação na Truck Series é a mesma usada na NASCAR Cup Series e na Xfinity Series, porém com alguns carros a menos, na Truck vai do (do 1° ao 36°), já na Cup vai do (1º ao 40º), e na Xfinity Series vai do 1º ao 38º.

## Pilotos
No dia 23 de junho de 2012 o piloto Nelson Angelo Piquet entrou para a história ao se tornar o primeiro brasileiro a vencer a Nationwide Series, ao chegar em primeiro lugar na etapa de Sargento 200 em Road America, Winsconsin/EUA. No dia anterior, Piquet já havia feito história, sendo o primeiro brasileiro a marcar uma pole position na categoria americana. Sua participação, no entanto, foi especial e ele não pontuou pelo campeonato.

## Carros

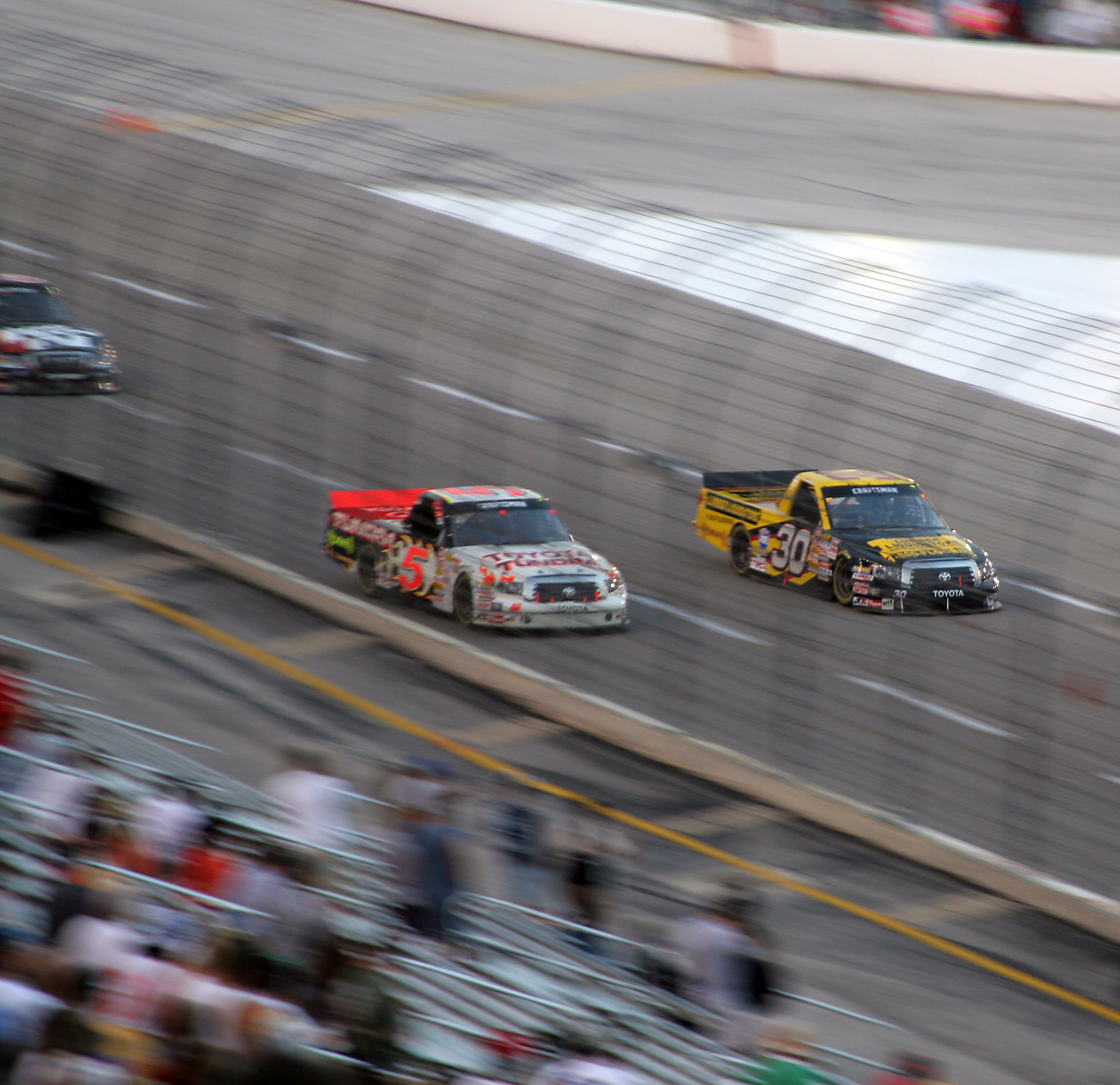
Mike Skinner (5) e Todd Bodine (30) em corrida da então chamada Craftsman Truck Series no Texas

A Truck Series é a única categoria da NASCAR que utiliza bolhas de camionetes, atualmente três montadoras participam do campeonato, a Chevrolet com a Silverado, a Ford com a F-Series e a Toyota com a Tundra.

## Circuitos
Inicialmente, foram utilizados ovais pequenos na costa oeste dos Estados Unidos, em 1998 começaram a ser usados ovais maiores com mais de uma milha de comprimento, as corridas já foram disputadas em conjunto com a segunda divisão da NASCAR e de outras categorias como a Indy Racing League e a Champ Car, circuitos mistos ficaram de fora da categoria entre os anos de 2001 e 2013, também em 2013 a categoria começou a disputar no oval de terra Eldora Speedway.
| Circuito                        | Estado         | Tipo          | Extensão | Corridas |
| ------------------------------- | -------------- | ------------- | -------- | -------- |
| Atlanta Motor Speedway          | Geórgia        | D-oval        | 1.54 mi  | 1        |
| Bristol Motor Speedway          | Tennessee      | bi-oval       | 0.533 mi | 1        |
| Charlotte Motor Speedway        | North Carolina | D-oval        | 1.5 mi   | 1        |
| Chicagoland Speedway            | Illinois       | D-oval        | 1.5 mi   | 1        |
| Daytona International Speedway  | Florida        | D-oval        | 2.5 mi   | 1        |
| Dover International Speedway    | Delaware       | bi-oval       | 1.0 mi   | 1        |
| Gateway Motorsports Park        | Illinois       | Oval          | 1.25 mi  | 1        |
| Homestead-Miami Speedway        | Florida        | bi-oval       | 1.5 mi   | 1        |
| Iowa Speedway                   | Iowa           | D-oval        | 0.875 mi | 1        |
| Kansas Speedway                 | Kansas         | D-oval        | 1.5 mi   | 1        |
| Kentucky Speedway               | Kentucky       | D-oval        | 1.5 mi   | 1        |
| Knoxville Raceway               | Iowa           | Oval de Terra | 0.5 mi   | 1        |
| Las Vegas Motor Speedway        | Nevada         | D-oval        | 1.5 mi   | 2        |
| Martinsville Speedway           | Virginia       | bi-oval       | 0.526 mi | 2        |
| Michigan International Speedway | Michigan       | D-oval        | 2.0 mi   | 1        |
| Phoenix International Raceway   | Arizona        | tri-oval      | 1.0 mi   | 1        |
| Pocono Raceway                  | Pennsylvania   | tri-oval      | 2.5 mi   | 1        |
| Talladega Superspeedway         | Alabama        | D-oval        | 2.66 mi  | 1        |
| Texas Motor Speedway            | Texas          | D-oval        | 1.5 mi   | 2        |

## Campeões
| Ano  | Campeão | Campeão          | Montadora | Vice-Campeão   |
| ---- | ------- | ---------------- | --------- | -------------- |
| 2018 | #16     | Brett Moffitt    | Toyota    | Noah Gragson   |
| 2017 | #4      | Christopher Bell | Toyota    | Johnny Sauter  |
| 2016 | #21     | Johnny Sauter    | Chevrolet | Matt Crafton   |
| 2015 | #4      | Erik Jones       | Toyota    | Tyler Reddick  |
| 2014 | #88     | Matt Crafton     | Toyota    | Ryan Blaney    |
| 2013 | #88     | Matt Crafton     | Toyota    | James Buescher |
| 2012 | #31     | James Buescher   | Chevrolet | Timothy Peters |
| 2011 | #3      | Austin Dillon    | Chevrolet | Johnny Sauter  |
| 2010 | #30     | Todd Bodine      | Toyota    | Aric Almirola  |
| 2009 | #33     | Ron Hornaday     | Chevrolet | Matt Crafton   |
| 2008 | #23     | Johnny Benson    | Toyota    | Ron Hornaday   |
| 2007 | #33     | Ron Hornaday     | Chevrolet | Mike Skinner   |
| 2006 | #30     | Todd Bodine      | Toyota    | Johnny Benson  |
| 2005 | #1      | Ted Musgrave     | Dodge     | Dennis Setzer  |
| 2004 | #4      | Bobby Hamilton   | Dodge     | Dennis Setzer  |
| 2003 | #16     | Travis Kvapil    | Chevrolet | Dennis Setzer  |
| 2002 | #16     | Mike Bliss       | Chevrolet | Rick Crawford  |
| 2001 | #24     | Jack Sprague     | Chevrolet | Ted Musgrave   |
| 2000 | #50     | Greg Biffle      | Ford      | Kurt Busch     |
| 1999 | #24     | Jack Sprague     | Chevrolet | Greg Biffle    |
| 1998 | #16     | Ron Hornaday     | Chevrolet | Jack Sprague   |
| 1997 | #24     | Jack Sprague     | Chevrolet | Rich Bickle    |
| 1996 | #16     | Ron Hornaday     | Chevrolet | Jack Sprague   |
| 1995 | #3      | Mike Skinner     | Chevrolet | Joe Ruttman    |

### Por piloto
| Piloto            | Total | Temporadas             |
| ----------------- | ----- | ---------------------- |
| Ron Hornaday, Jr. | 4     | 1996, 1998, 2007, 2009 |
| Jack Sprague      | 3     | 1997, 1999, 2001       |
| Todd Bodine       | 2     | 2006, 2010             |
| Matt Crafton      | 2     | 2013, 2014             |
| Mike Skinner      | 1     | 1995                   |
| Greg Biffle       | 1     | 2000                   |
| Mike Bliss        | 1     | 2002                   |
| Travis Kvapil     | 1     | 2003                   |
| Bobby Hamilton    | 1     | 2004                   |
| Ted Musgrave      | 1     | 2005                   |
| Johnny Benson     | 1     | 2008                   |
| Austin Dillon     | 1     | 2011                   |
| James Buescher    | 1     | 2012                   |
| Erik Jones        | 1     | 2015                   |
| Johnny Sauter     | 1     | 2016                   |
| Christopher Bell  | 1     | 2017                   |
| Brett Moffitt     | 1     | 2018                   |

Notas
- Matt Crafton se tornou o primeiro piloto a vencer dois campeonatos consecutivos: (2013, 2014).

## Tabela de Vitórias
Atualizado em: 3 de Novembro de 2023, após a Lucas Oil 150, em Phoenix.
* Pilotos campeões da NASCAR Truck Series.
     Pilotos ativos que estão disputando a temporada completa na Truck Series.
     Pilotos ativos que estão participando somente de algumas corridas na temporada atual da Truck Series.
     Pilotos membros do Hall da Fama da NASCAR.
| Piloto               | Vitórias |
| -------------------- | -------- |
| Kyle Busch           | 64       |
| Ron Hornaday Jr. *   | 51       |
| Mike Skinner *       | 28       |
| Jack Sprague *       | 28       |
| Johnny Sauter *      | 24       |
| Todd Bodine *        | 22       |
| Dennis Setzer        | 18       |
| Greg Biffle *        | 17       |
| Ted Musgrave *       | 17       |
| Matt Crafton *       | 15       |
| Johnny Benson Jr. *  | 14       |
| Kevin Harvick        | 14       |
| Mike Bliss *         | 13       |
| Brett Moffitt *      | 13       |
| John Hunter Nemechek | 13       |
| Joe Ruttman          | 13       |
| Timothy Peters       | 11       |
| Grant Enfinger       | 10       |
| Bobby Hamilton *     | 10       |
| Travis Kvapil *      | 9        |
| Zane Smith *         | 9        |
| William Byron        | 8        |
| Sheldon Creed *      | 8        |
| Brendan Gaughan      | 8        |
| Christopher Bell *   | 7        |
| Austin Dillon *      | 7        |
| Erik Jones *         | 7        |
| Mark Martin          | 7        |
| Ben Rhodes *         | 7        |
| James Buescher *     | 6        |
| Terry Cook           | 6        |
| Carl Edwards         | 6        |
| Bubba Wallace        | 6        |
| Rick Crawford        | 5        |
| Christian Eckes      | 5        |
| Corey Heim           | 5        |
| Kasey Kahne          | 5        |
| Scott Riggs          | 5        |
| Chandler Smith       | 5        |
| Mike Wallace         | 5        |
| Ryan Blaney          | 4        |
| Kurt Busch           | 4        |
| Rick Carelli         | 4        |
| Ross Chastain        | 4        |
| Carson Hocevar       | 4        |
| Tony Raines          | 4        |
| Jay Sauter           | 4        |
| David Starr          | 4        |
| Rich Bickle          | 3        |
| Clint Bowyer         | 3        |
| Ty Dillon            | 3        |
| Chase Elliott        | 3        |
| Stewart Friesen      | 3        |
| Todd Gilliland       | 3        |
| Justin Haley         | 3        |
| Andy Houston         | 3        |
| Parker Kligerman     | 3        |
| Kyle Larson          | 3        |
| Ty Majeski           | 3        |
| Tyler Reddick        | 3        |
| Dave Rezendes        | 3        |
| Aric Almirola        | 2        |
| Chase Briscoe        | 2        |
| Chad Chaffin         | 2        |
| Stacy Compton        | 2        |
| Cole Custer          | 2        |
| Erik Darnell         | 2        |
| Ron Fellows          | 2        |
| Noah Gragson         | 2        |
| Denny Hamlin         | 2        |
| Jimmy Hensley        | 2        |
| Kenny Irwin Jr.      | 2        |
| Joey Logano          | 2        |
| Nelson Piquet Jr.    | 2        |
| Ryan Preece          | 2        |
| Robert Pressley      | 2        |
| Brian Scott          | 2        |
| Tony Stewart         | 2        |
| Randy Tolsma         | 2        |
| Jon Wood             | 2        |
| Tyler Ankrum         | 1        |
| Spencer Boyd         | 1        |
| Colin Braun          | 1        |
| Jeb Burton           | 1        |
| Austin Cindric       | 1        |
| Joey Coulter         | 1        |
| Ricky Craven         | 1        |
| Matt Dibenedetto     | 1        |
| Tate Fogleman        | 1        |
| Cale Gale            | 1        |
| Kaz Grala            | 1        |
| Ricky Hendrick       | 1        |
| Shane Hmiel          | 1        |
| Brandon Jones        | 1        |
| Ben Kennedy          | 1        |
| Bob Keselowski       | 1        |
| Brad Keselowski      | 1        |
| John King            | 1        |
| Bobby Labonte        | 1        |
| Terry Labonte        | 1        |
| Jason Leffler        | 1        |
| Raphaël Lessard      | 1        |
| Donny Lia            | 1        |
| Justin Lofton        | 1        |
| Sam Mayer            | 1        |
| Jamie McMurray       | 1        |
| Butch Miller         | 1        |
| Ryan Newman          | 1        |
| Steve Park           | 1        |
| Bryan Reffner        | 1        |
| David Reutimann      | 1        |
| Elliott Sadler       | 1        |
| Boris Said           | 1        |
| Ken Schrader         | 1        |
| Scott Speed          | 1        |
| Jimmy Spencer        | 1        |
| Daniel Suárez        | 1        |
| John Wes Townley     | 1        |
| Martin Truex Jr.     | 1        |
| Michael Waltrip      | 1        |
| Brandon Whitt        | 1        |